# ライム・グローブ・スタジオ
ライム・グローブ・スタジオ (Lime Grove Studios) は、かつてロンドン西部のシェパーズ・ブッシュ（ハマースミスの北隣）にあった撮影スタジオ。1915年にフランスの大手映画会社ゴーモンが、ライム・グローブ (Lime Grove) という通りに映画スタジオを中心とする施設を建て、「グレート・ブリテンで最も優れたスタジオでありこの国で初めて映画製作の専用施設として建てられた建物」と宣伝したものである。1949年から1991年までの期間には、この施設はBBCによって使用された。

## ゴーモン・ブリティッシュ映画社
1922年、イシドア・オストラー (Isidore Ostrer) が、その兄弟マーク (Mark) とモーリス (Maurice) とともにゴーモン・ブリティッシュの経営権を親会社であるフランス法人から獲得した。1932年、ライム・グローブ・スタジオの大規模な改修が完成し、当時としては最高水準の設備を備えたスタジオ施設が誕生した。新装なったスタジオで最初に制作された映画はウォルター・フォード (Walter Forde) 監督のサスペンス映画『南欧横断列車510 (Rome Express)』で、この映画はイギリスの発声映画（トーキー）としては初めて、アメリカ合衆国において批評においても高く評価され、商業的にも成功した作品となった。米国ではユニバーサル・ピクチャーズが、この作品を配給した。
ライム・グローブ・スタジオは、ゴーモン・ブリティッシュの下で繁栄し、同社や、姉妹会社であったゲインズボロ映画の作品多数がこのスタジオで制作されたが、1941年にランク・オーガニゼーション (Rank Organisation) に会社ごと買収され、「イーリング・コメディ (Ealing Comedies)」と称されたイーリング・スタジオを中心に制作された多数のコメディ映画の撮影にもしばしば使用されるようになった。1945年の映画『妖婦 (The Wicked Lady)』も、この時期にライム・グローブ・スタジオで撮影された作品である。

## BBCスタジオ
1949年、BBCは、近傍のホワイト・シティに建設が予定されていたBBCテレビジョンセンターが十分に稼働するまでの「当面の措置」として、ライム・グローブ・スタジオを買い取り、映画用の施設をテレビ放送用に改修して1950年5月21日からテレビ・スタジオとしての使用を始めた。
以降、42年間にわたって、ライム・グローブ・スタジオは、多数のBBCのテレビ番組を制作した。その中には、『Nineteen Eighty-Four』、『Quatermass II』、『Steptoe and Son』、『ドクター・フー』、『Nationwide』、『トップ・オブ・ザ・ポップス』などが含まれ、また、1950年代のソープ・オペラ『The Grove Family』は番組名をスタジオの名称からとっていた。ライム・グローブ・スタジオから行われた最後の生放送番組は、スタジオDから放送された1991年6月14日の『The Late Show』であった。ヴェラ・マケクニー (Vera McKechnie) が司会を務めた、子ども向けバラエティ番組『Studio E』は、1955年から1958年ころまで、番組名のままのスタジオEからの生放送で制作されていた。
ライム・グローブ・スタジオは、ザ･ビートルズとの関係が言及されることも多い。ザ･ビートルズが初めての全国放送番組『The 625 Show』の収録をこのスタジオで行ったのは1963年4月13日で、翌1964年7月7日の『トップ・オブ・ザ・ポップス』の収録もこのスタジオであった。
1991年、BBCはロンドンにおけるテレビ番組制作の機能をBBCテレビジョンセンターに集約し、ライム・グローブ・スタジオなど、センター外の施設を閉鎖することを決定した。スタジオが閉鎖されてひと月経った1991年8月26日に、BBCは『The Lime Grove Story』と題して、ライム・グローブ・スタジオが映画やテレビの現場として76年間稼働した間に制作された多数の映画作品やテレビ番組から、抜粋を紹介する特別番組を放送した。スタジオに近いシェパーズ・ブッシュ・グリーンにあったBBCテレビジョン・シアター（シェパーズ・ブッシュ・エンパイア）も同年に閉鎖された。
閉鎖されたスタジオは、市場で売却され、最終的にこれを入手した開発事業者によって1994年に残っていた施設が取り壊され、跡地は集合住宅として再開発された。この再開発で作られた通りには、かつてのライム・グローブ・スタジオの所有者を記念して、ゴーモン・テラス (Gaumont Terrace)、ゲインズボロ・コート (Gainsborough Court) といった名が付けられた。